# Katarzyna Wasick
Katarzyna Wasick (née Wilk le 22 mars 1992 à Cracovie en Pologne) est une nageuse polonaise spécialiste des épreuves de nage libre.

## Palmarès

### Championnats du monde

#### En grand bassin
- Championnats du monde 2022 à Budapest (Hongrie) :
  -  Médaille d'argent sur le 50 m nage libre
- Championnats du monde 2024 à Doha (Qatar) :
  -  Médaille de bronze sur le 50 m nage libre

### Championnats d'Europe

#### En grand bassin
- Championnats d'Europe 2020 à Budapest (Hongrie) :
  -  Médaille d'argent sur le 50 m nage libre

#### En petit bassin
- Championnats d'Europe en petit bassin de 2011 à Szczecin (Pologne) :
  -  Médaille de bronze sur le 4 × 50 m 4 nages

- Championnats d'Europe en petit bassin 2019 à Glasgow (Royaume-Uni) :
  -  Médaille d'or sur le 4 × 50 m 4 nages

- Championnats d'Europe en petit bassin 2021 à Kazan (Russie) :
  -  médaille d'argent sur le 50 m nage libre
  -  médaille d'argent sur le 100 m nage libre
  -  médaille de bronze sur le 4 × 50 m nage libre